# Pere Galceran de Pinós i de Mallorca
Pere Galceran II de Pinós i de Mallorca (Principat de Catalunya,? - Bagà, Berguedà, 1348) va ser un noble català del segle xiv, senyor (1312-1348) dels castells i baronies de Pinós, Bagà, Lavansa, Ponts, Ossera, Josa, Sant Romà, Albesa, Menàrguens, Gósol, Vallmanya, l'Espà, Saldes, Querforadat, Gisclareny, Alguaire, Lillet, Tàrrega, Talteüll, Fórnols, Sant Jaume, Llevança, Gaià i Llo Sant Martí dels Castells, Ansovell, Cava, i els llocs de Gavarrós, Brocà, Barrat, Vilanova, i diversos béns als Prats i a la Manresana.

## Orígens familiars
Fill de Pere Galceran I de Pinós i de Saura de Mallorca. Era net del rei Jaume II de Mallorca. Nascut entre l'any 1306 i 1312 (no és esmentat encara en el testament del seu pare l'agost de 1305).

## Biografia
La seva mare va aconseguir, que a la mort de Pere Galceran I, l'any 1312, el rei d'Aragó li retornés el castells confiscats a son pare. El desembre de 1312, homes del seu castell de Gósol assassinaren R. Gros de Mirapol, home del rei. El gener següent, Bernat de Vilademany, veguer de Berga, al front d'un gran exèrcit se situà davant el castell de Gósol per practicar-hi un escorcoll. El cavaller Tomàs de Vilacorba, des del portal, protestà per la presència de gent armada i garantí que ni el suposat homicida ni els acompanyants eren dins el castell. Finalment, però, l'escorcoll s'autoritzà. Aleshores Saura de Mallorca afirmà que el rei no tenia cap potestat en els castells de Gósol, Saldes, l'Espà, Querforadat i Balmanya; els Pinós els posseïen en franc alou i no en feu del rei, negant-se així a retre-li homenatge (sembla que els Pinós devien contar amb el suport dels reis de Mallorca per poder mantenir una actitud tan hostil vers al rei d'Aragó). Però sembla que Saura no pogué mantenir durant gaire més el desafiament, possiblement el canvi del nou rei de Mallorca Sanç I (germà de Saura) cap a una política més col·laborativa i pacifista envers el rei d'Aragó en foren la causa. Finalment, l'any 1313, Saura i la seva família passaven a residir al Palau reial de Berga per ordre del rei Jaume II d'Aragó, que pretenia així poder exercir un cert control damunt Saura i el seu fill, per tal d'evitat l'esclat d'un nou conflicte a la zona. També en aquesta època es concertava el segon matrimoni de Saura amb Berenguer de Vilaragut, noble de la confiança del rei d'Aragó, passant la tutoria del nen a Ot de Montcada i de Pinós, parent seu.
Com a tutor seu, Ot de Montcada i de Pinós, l’any 1313, va fer que el seu procurador, el cavaller P. de Santa Eulàlia, constituís procurador especial el cavaller Berenguer de Torrents per a requerir al comte d’Urgell que li tornés, entre d'altres, els següents castells: Sisquer, Montargull (força de “Montarguyl”), Padrinàs (“castro et vila de Padrinaç”), de l’Espluga de Lavansa (“castro et villa d’Espluga de Lavança”), Josa, Fórnols, Ossera i altres castells i llocs posseïts en feu del comte. L'any 1318 en el seu nom va prestar homenatge al rei per les baronies de Josa i Lavansa.
En arribar a la majoritat, mantingué un plet amb el seu padrastre a causa de l'administració dels seus béns. El 1316 el donzell Bernat de Gósol posseïa en feu pel baró de Pinós el castell i la vall de Gósol, Sorribes, l'Espà i el castell de Saldes; a la seva mort el castell passa a la seva filla Violant. Tingué també dissensions amb els Cardona, el 1316 el vescomte Ramon Folc VI havia atacat el seu castell de Pinós; més tard (1344), Pere Galceran II hagué de sol·licitar l'arbitratge reial. Igualment entrà en conflicte amb l'abat de Sant Llorenç prop Bagà, a causa de la possessió de les cases de Terradelles i del castell de Guardiola, entre el 1327 i el 1343, castell ambicionat per Pere Galceran de Pinós i que el monestir permutà amb el rei, que no el volgué cedir mai als Pinós. També a la baronia de Josa i la Vansa hagué de fer cara a l'atac de Guillem d'Aragall, que pretenia tenir-hi drets (1327). Es negà a seguir el rei Alfons IV en la seva projectada croada contra els sarraïns el 1331. El 1337 nomenà P. de Montfalcó procurador seu per a l'administració de les rendes del castell d'Albesa, la senyoria superior del qual pertanyia als comtes d'Urgell. Va participar en la conquesta del Regne de Mallorca de Pere IV d'Aragó contra Jaume III de Mallorca, en la campanya del Rosselló (1344), participant com a mínim en el setge d'Argelers. El 4 de setembre de 1344 hostatjà al rei i el seu seguici a Bagà de retorn de l'expedició. A l'octubre de 1345 tenia a càrrec seu el castell de Perpinyà, des d'on va anar amb algunes companyies de cavallers i soldats a peu a defensar Puigcerdà i els castells de Querol i Llívia de les incursions de Jaume III de Mallorca.

## Matrimoni i descendència
Vers el 1330, es casà amb la seva cosina llunyana, Marquesa de Fenollet i de Saportella (morta l'any 1382), filla de Pere VII de Fenollet, vescomte d'Illa i de Canet, raó per la qual fou tutor del germà d'aquesta, Andreu I d'Illa i Canet, quan morí llur pare el 1353. També en aquest cas la tutoria provocà més endavant un plet entre pupil i tutor. D'aquest matrimoni en nasqueren 9 fills:
- Galceran VI de Pinós (? - 1354) hereu de la Baronia de Pinós
- Berenguer Galeran (? - 1375).
- Hug de Pinós (?-1374), frare.
- Constança de Pinós, casada amb Dalmau I de Queralt, senyor de Queralt.
- Pere Galceran III de Pinós, successor del seu germà Galceran a la Baronia de Pinós.
- Esclarmuda de Pinós (morta 1372), casada amb Joan de Bellera, Baró de Bellera.
- Elionor de Pinós, monja al Monestir de Pedralbes.
- Ramon de Pinós, cavaller de l'Ordre de Sant Joan.
- Bernat Galceran I de Pinós, successor del seu germà Pere Galceran a la Baronia de Pinós.

Tingué també un fill il·legítim
- Bertran de Pinós, mort el 1382, senyor de Magellón, l'Arboç, Cambrils i Mont-roig.